# Rupiphila tachiroei
Rupiphila tachiroei är en växtart i släktet Rupiphila och familjen flockblommiga växter. Den beskrevs först av Adrien René Franchet och Paul Amédée Ludovic Savatier som Seseli tachiroei, och fick sitt nu gällande namn av Pimenov och Lavrova 1986.
Arten är bienn eller perenn och förekommer i ryska fjärran östern, Mongoliet och östra Kina samt på Koreahalvön och i Japan.